# Gare de Carnoules
La gare de Carnoules est une gare ferroviaire française de la ligne de Marseille-Saint-Charles à Vintimille (frontière), située sur le territoire de la commune de Carnoules, dans le département du Var, en région Provence-Alpes-Côte d'Azur.
C'est une gare de la Société nationale des chemins de fer français (SNCF), desservie par des trains régionaux TER Provence-Alpes-Côte d'Azur.

## Situation ferroviaire
Établie à 193 mètres d'altitude, la gare de Carnoules est située au point kilométrique (PK) 101,475 de la ligne de Marseille-Saint-Charles à Vintimille (frontière), entre les gares de Puget-Ville et de Pignans. C'est une gare de bifurcation avec la ligne de Carnoules à Gardanne, désormais partiellement neutralisée, mais utilisée ponctuellement par des trains militaires et régulièrement par un train touristique.

## Histoire
En 1862, le train fait sa première apparition. Le dépôt et la commune sont lourdement bombardés le 25 mai 1944.
La présence d'une locomotive à vapeur Creusot, classée au titre des objets mobiliers le 30 octobre 1987, la 040 B 9 (à tender séparé et à écartement normal), située à l'entrée du village, rappelle cette activité passée.

## Service des voyageurs

### Accueil
Gare de la SNCF, elle dispose d'un bâtiment voyageurs (sans guichet, mais une présence commerciale est effective les lundis et jeudis). Elle est équipée d'automates pour l'achat de titres de transport.

### Desserte
Carnoules est desservie par les trains régionaux du réseau TER Provence-Alpes-Côte d'Azur reliant Marseille, ou Toulon, aux Arcs - Draguignan ou Nice.

### Intermodalité
La gare dispose d'un arrêt de bus devant le bâtiment voyageurs, essentiellement utilisé pour les services scolaires (collèges de Cuers et de Besse-sur-Issole).

## Patrimoine ferroviaire
Le bâtiment de la gare est répertorié à l'Inventaire général du patrimoine culturel.

## Galerie de photographies

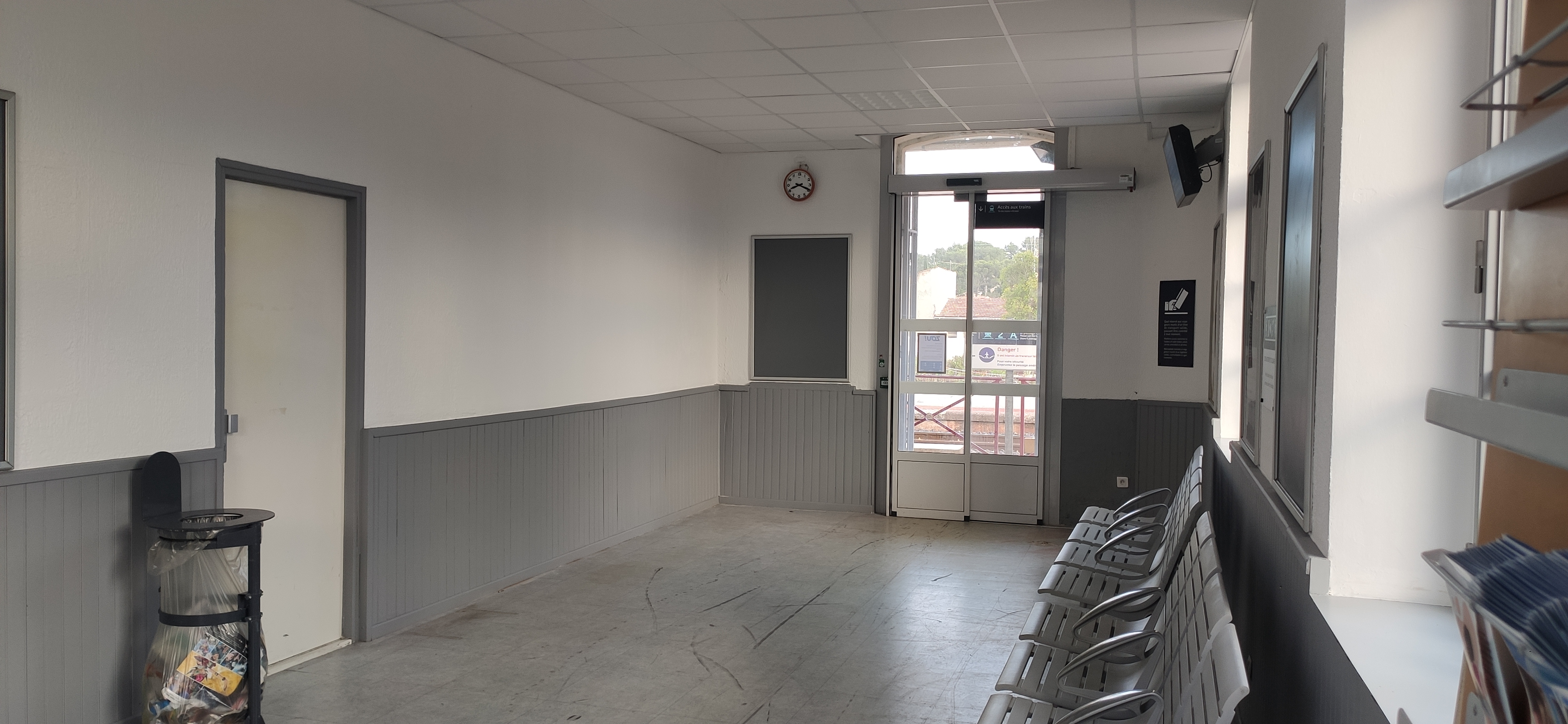
Intérieur du bâtiment voyageurs.
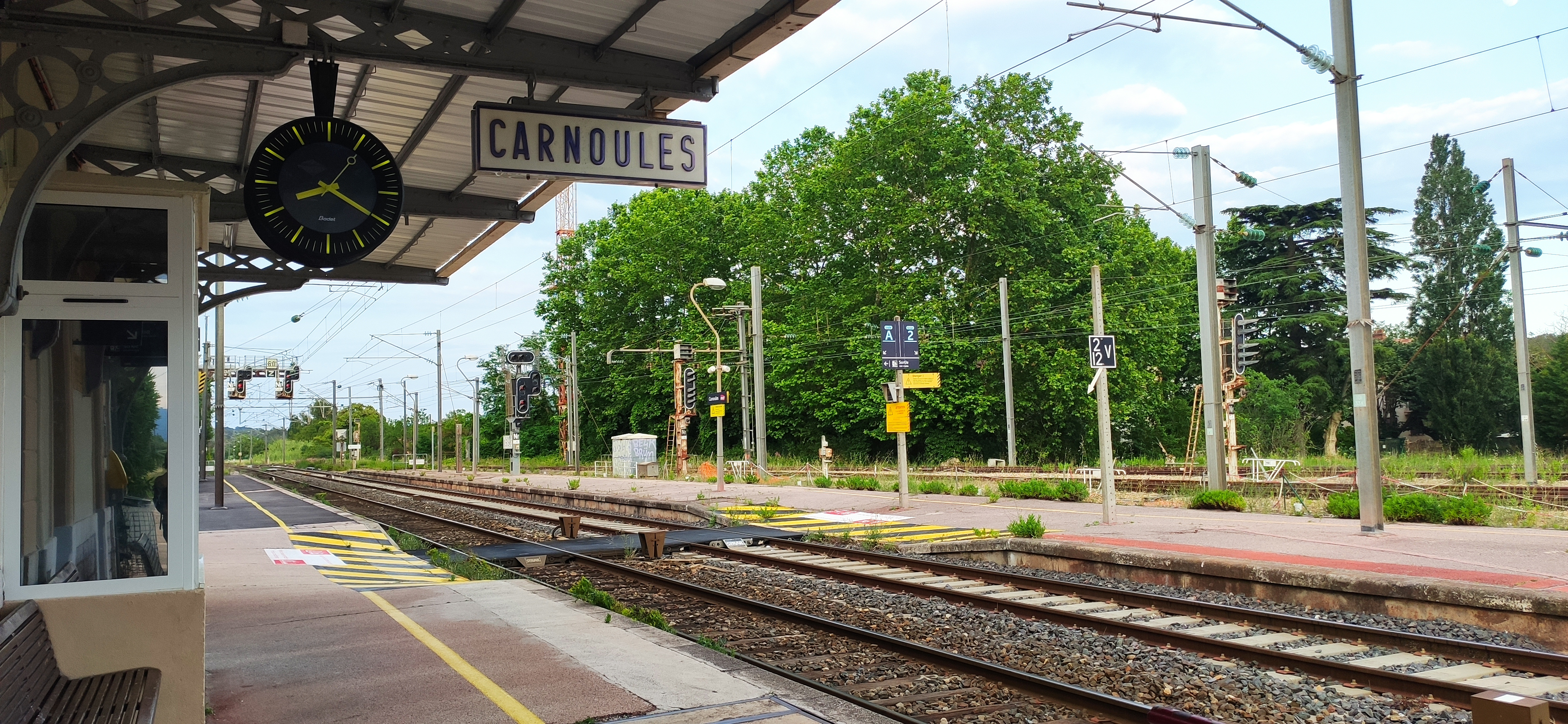
Vue de la voie 1 (direction Nice).
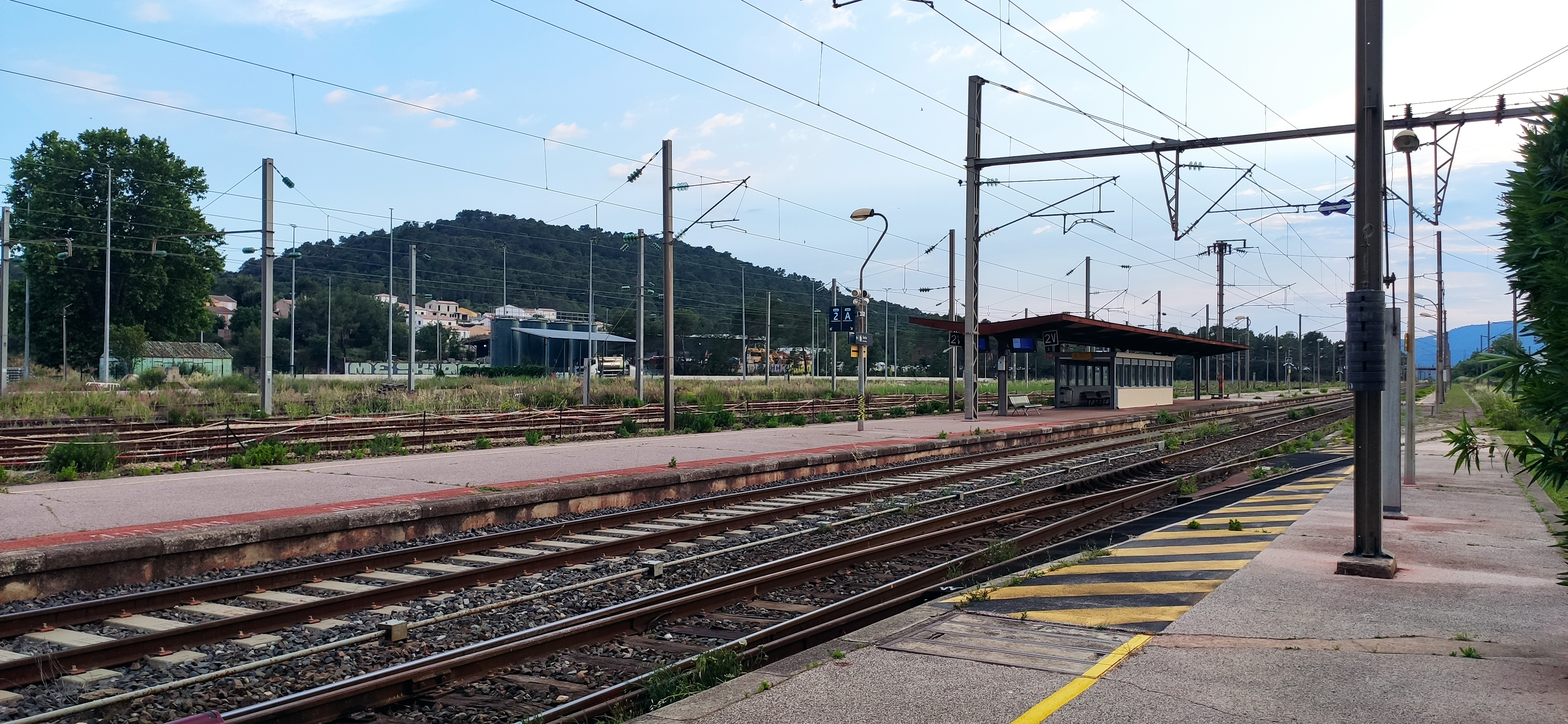
Vue sur le quai central (direction Marseille).
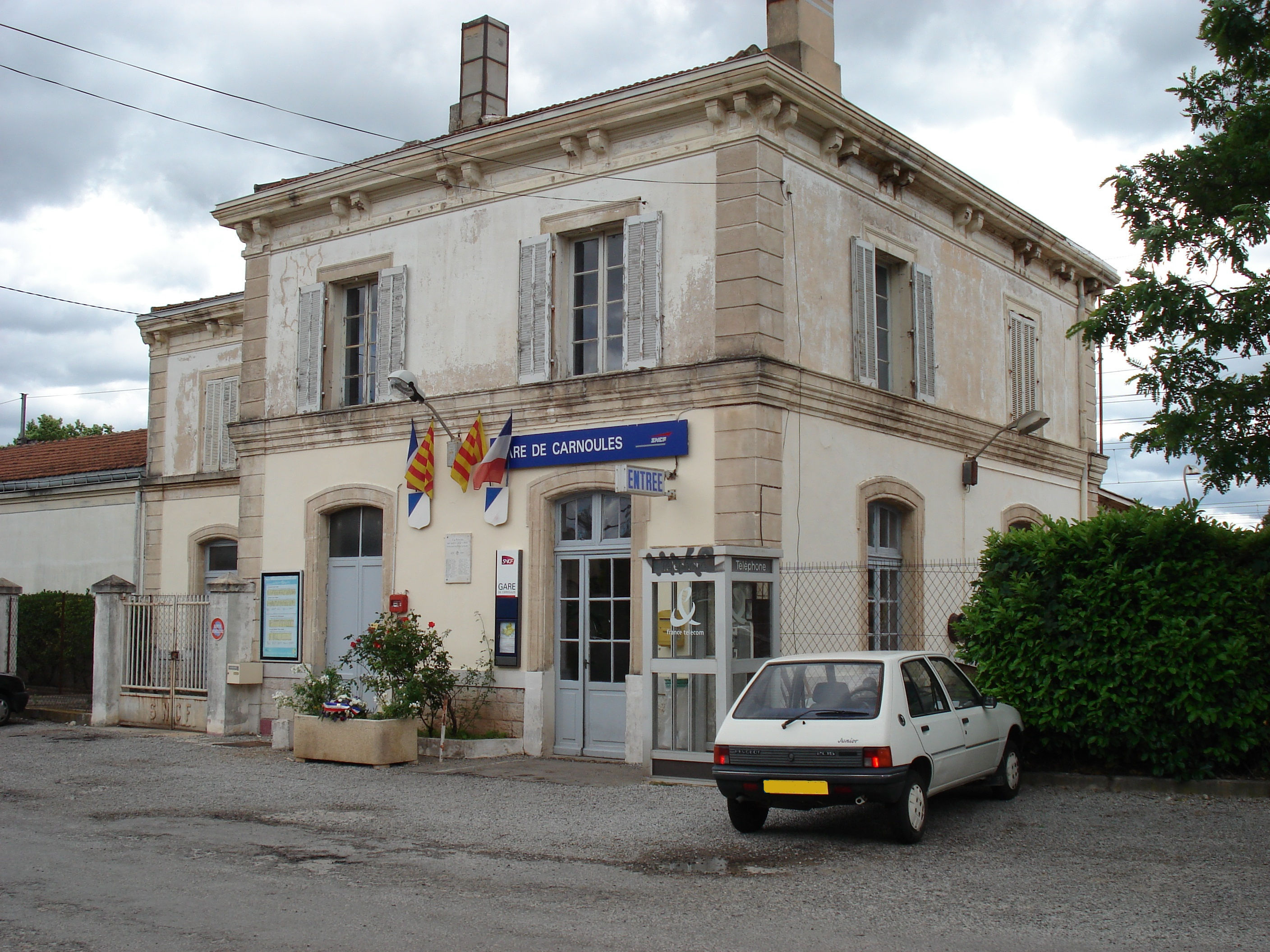
Bâtiment voyageurs dans les années 2000.
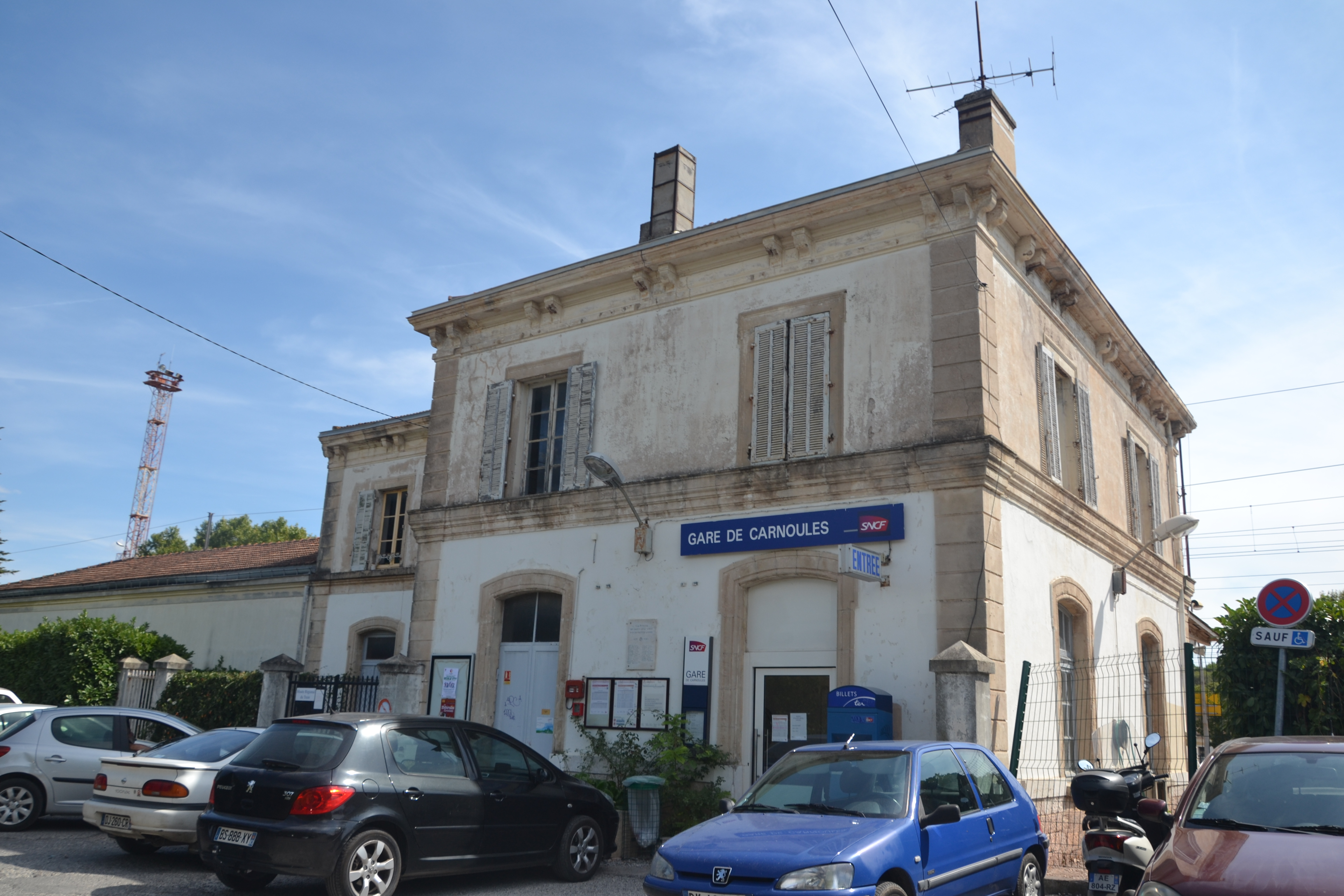
Bâtiment voyageurs avant agrandissement du parking.
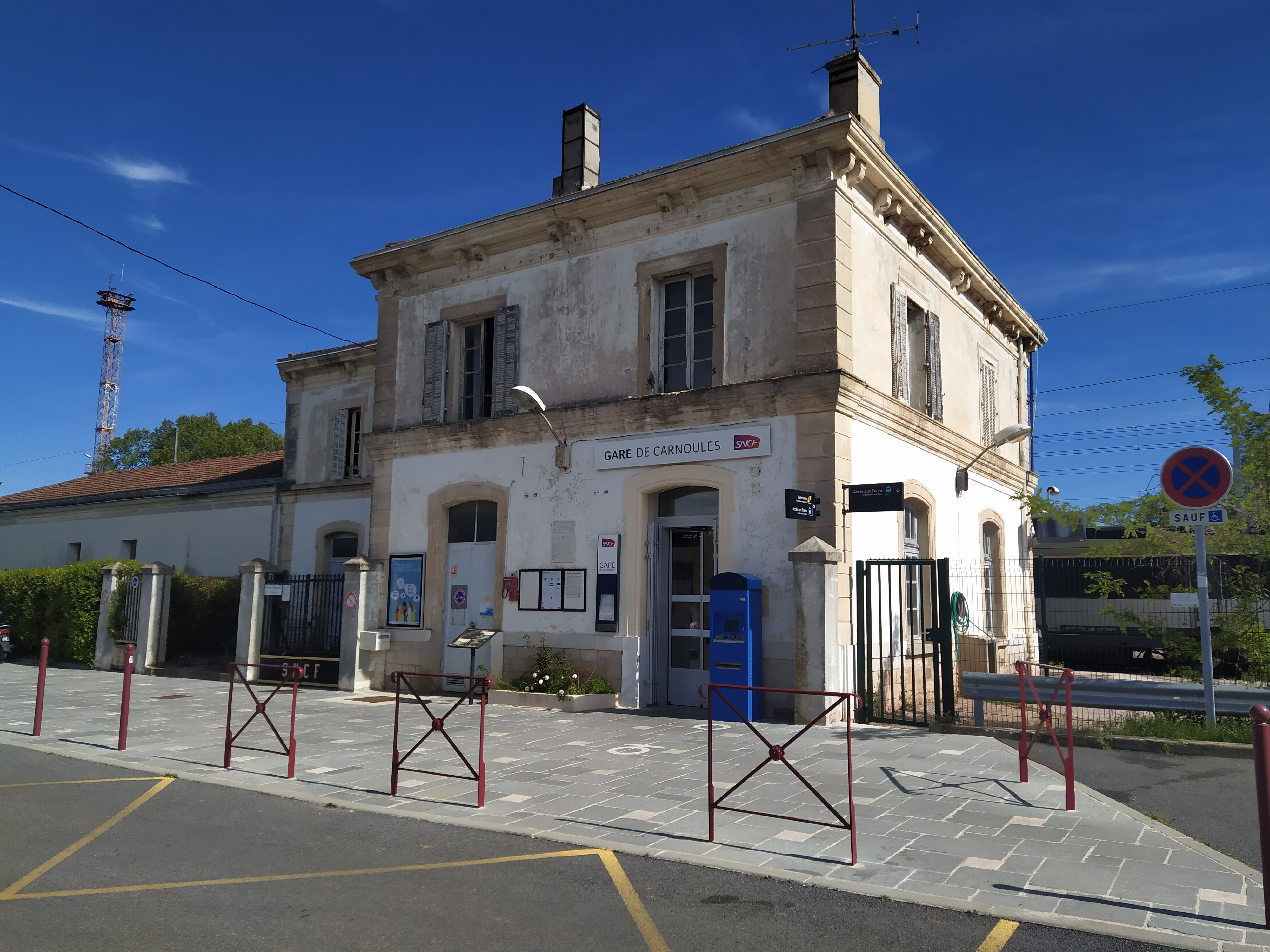
Bâtiment voyageurs après agrandissement du parking et avant travaux.